# 瓦爾基 (普里盧基區)
50°38′12″N 32°30′33″E / 50.63667°N 32.50917°E
瓦爾基（烏克蘭語：Валки），是烏克蘭的村落，位於該國北部切爾尼戈夫州，由普里盧基區負責管轄，始建於1629年，面積2.15平方公里，海拔高度113米，2001年人口523，人口密度每平方公里243.37人。